# John Dreyer
John Louis Emil Dreyer (dansko Johan Ludvig Emil Dreyer), dansko-irski astronom, * 13. februar 1852, København, Danska, † 14. september 1926, Oxford, Anglija.

## Življenje in delo
Dreyer je leta 1874 z dvaindvajsetimi leti odšel na Irsko kot pomočnik lorda Rosseja (sina in naslednika lorda Rosseja, ki je leta 1845 zgradil 72 palčni zrcalni daljnogled, parsonstownski Leviatan). Leta 1878 je odšel na Observatorij Dunsink, leta 1882 pa na Observatorij Armagh, kjer je delal do leta 1916.
Njegov najpomembnejši prispevek je Novi splošni katalog (NGC) meglic in zvezdnih gruč iz leta 1888. Njegove kataloške oznake uporabljajo še danes, kakor tudi dva dodatna Indeksna kataloga (IC).
Dreyer je bil tudi zgodovinar astronomije. Leta 1890 je objavil življenjepis Tycha de Braheja in delo Zgodovina planetnih sistemov od Talesa do Keplerja (History of the planetary systems from Thales to Kepler), (University Press, Cambridge 1906).

## Priznanja

### Nagrade
Kraljeva astronomska družba (RAS) mu je leta 1916 podelila zlato medaljo.

### Poimenovanja
Udarni krater Dreyer na Luni se imenuje po njem.
1. 1 2  Encyclopædia Britannica
2. 1 2  SNAC — 2010.